# IC 2517
IC 2517 ist eine linsenförmige Galaxie vom Hubble-Typ S0 R im Sternbild Luftpumpe am Südsternhimmel, die schätzungsweise 104 Millionen Lichtjahre von der Milchstraße entfernt ist.
Das Objekt wurde im April 1900 von DeLisle Stewart entdeckt.